# Đức Hòa (huyện)
Đức Hòa là một huyện nằm ở tỉnh Long An, Việt Nam.

## Địa lý

### Vị trí địa lý
Huyện Đức Hòa nằm ở phía đông bắc tỉnh Long An, nằm cách thành phố Tân An khoảng 36 km, cách trung tâm Thành phố Hồ Chí Minh khoảng 27 km, có vị trí địa lý:
- Phía đông giáp huyện Hóc Môn và huyện Bình Chánh thuộc Thành phố Hồ Chí Minh
- Phía tây giáp huyện Đức Huệ
- Phía nam giáp huyện Bến Lức
- Phía bắc giáp thị xã Trảng Bàng, tỉnh Tây Ninh và huyện Củ Chi, Thành phố Hồ Chí Minh.

Theo thống kê năm 2019, huyện có diện tích 427,63 km², dân số là 315.711 người, mật độ dân số đạt 738 người/km².
Từ Đức Hòa có thể di chuyển thuận lợi đến các huyện Củ Chi, Hóc Môn của Thành phố Hồ Chí Minh nằm trên quốc lộ 22 và Quốc lộ 1. Quốc lộ N2 dài 19 km còn là trục giao thông quan trọng nối với quốc lộ 22 tạo thành trục giao thông liên hệ trực tiếp giữa Đông Nam Bộ và Tây Nam Bộ.

### Địa hình
Là vùng đất tương đối bằng phẳng, độ cao bình quân 1 - 2m, cao nhất là khu vực Lộc Giang +8m, thấp nhất là kênh Xáng Lớn + 0,6 m, độ cao dốc thoai thoải theo hướng Đông Bắc đến Tây Nam.

### Đất đai
Đất được chia thành 3 nhóm chính:
- Nhóm đất phèn (Sn): phân bố dọc theo sông Vàm Cỏ Đông và kênh Thái Mỹ, tổng diện tích 1.179,5 ha, chiếm 29%.
- Nhóm đất xám (X): Nằm ở vùng trung tâm huyện, dọc theo tỉnh lộ 10, kéo dài từ Lộc Giang đến thị trấn Đức Hoà, diện tích khoảng 19.930,7 ha, chiếm 48%.
- Nhóm đất phù sa bồi (P/s): Tổng diện tích là 9.376,8 ha, chiếm 23%.

Tổng diện tích đất tự nhiên của huyện là 42.169 ha trong đó đất nông nghiệp chiếm 80,42%, đất lâm nghiệp chiếm 2,68%, đất ở 3,03%, đất chuyên dùng 7,88%, đất chưa sử dụng 10,59%.
Nhìn chung, tài nguyên đất của huyện Đức Hòa có nhiều điều kiện cho phát triển công nghiệp, nguồn đất chưa sử dụng còn nhiều, địa hình tương đối bằng phẳng, thuận tiện cho việc san lấp mặt bằng và xây dựng cơ sở hạ tầng. Là địa bàn tiếp giáp với Thành phố Hồ Chí Minh, điều kiện đất đai rất thuận lợi cho phát triển trang trại.

### Khí hậu
Huyện Đức Hòa chịu ảnh hưởng của khí hậu gió mùa, mưa nhiều, với lượng mưa trung bình hàng năm là 1.805 mm, nhiệt độ trung bình là 27,7 °C. Nguồn nước cung cấp cho sản xuất nông nghiệp chủ yếu là sông Vàm Cỏ Đông và nhờ vào nguồn nước xả của hồ Dầu Tiếng.
Nhìn chung, khí hậu của huyện Đức Hòa có những thuận lợi cơ bản so với nhiều địa phương khác, độ chiếu sáng, độ ẩm cao, thuận lợi cho phát triển nhiều loại cây trồng, ít bị ảnh hưởng của thiên tai. Nguồn nước ngầm chủ yếu cung cấp cho sinh hoạt của nhân dân, đặc biệt là dân cư các khu vực đô thị.

### Dân số
Theo kết quả sơ bộ của cuộc tổng điều tra dân số và nhà ở năm 2019, huyện Đức Hoà có trên 98.000 hộ dân với 315.817 nhân khẩu, chiếm 18,7 % dân số tỉnh Long An, chủ yếu gồm dân tộc Kinh. Mật độ dân số là 736 người/km², cao nhất là xã Đức Hòa Hạ,Thị Trấn Đức Hòa, thị trấn Hậu Nghĩa, xã Mỹ Hạnh Nam, xã Đức Hoà Đông.
Hiện nay, tỉ lệ gia tăng dân số cơ học của huyện bắt đầu tăng do nhu cầu ổn định nơi ở của người dân khi các xí nghiệp ngày càng mọc lên nhiều và sự dãn dân của vùng đô thị TP.HCM, trung bình mỗi năm dân số tăng thêm 10.000 người. Dự kiến đến năm 2020, dân số của huyện đạt khoảng 350.000 người. Dân số cơ học tập trung ở các xã như Đức Hoà Hạ, Đức Hoà Đông, Mỹ Hạnh Bắc, Mỹ Hạnh Nam, Đức Lập Hạ, Đức Hoà Thượng.

## Lịch sử
Đức Hòa là quận của tỉnh Chợ Lớn từ năm 1913, gồm 2 tổng: Cầu An Thượng với 6 làng, Cầu An Hạ với 5 làng. Ngày 04 tháng 2 năm 1947, quận được điều chỉnh còn tổng Cầu An Hạ với 5 làng cũ, thêm làng Đức Lập tách từ tổng Cầu An Thượng.
Sau năm 1956, quận thuộc tỉnh Long An, gồm 2 tổng: Cầu An Thượng với 9 xã, Cầu An Hạ với 4 xã.
Ngày 15 tháng 10 năm 1963, quận thuộc tỉnh Hậu Nghĩa mới thành lập. Tỉnh lỵ tỉnh Hậu Nghĩa đặt tại Bàu Trai, còn gọi là thị xã Khiêm Cường, về mặt hành chính thuộc xã Hòa Khánh, quận Đức Hòa (nay thuộc thị trấn Hậu Nghĩa). Đồng thời, chính quyền Việt Nam Cộng hòa cũng điều chỉnh lại địa giới quận Đức Hòa như sau:
- Chuyển xã Lộc Giang về quận Trảng Bàng quản lý
- Chuyển 3 xã: An Ninh, Hiệp Hòa và Tân Mỹ về quận Đức Huệ quản lý.

Từ đó, quận Đức Hòa còn lại 6 xã: Đức Hòa, Đức Lập, Hòa Khánh, Hựu Thạnh, Mỹ Hạnh, Tân Phú Thượng.
Sau năm 1975, tỉnh Hậu Nghĩa giải thể, huyện Đức Hòa thuộc tỉnh Long An. Đồng thời, địa giới của huyện cũng được điều chỉnh lại như sau:
- Chuyển xã Lộc Giang thuộc quận Trảng Bàng về huyện Đức Hòa quản lý
- Chuyển 3 xã: An Ninh, Hiệp Hòa và Tân Mỹ thuộc quận Đức Huệ về huyện Đức Hòa quản lý
- Đổi tên xã Tân Phú Thượng thành xã Tân Phú
- Tách một phần diện tích và dân số của các xã Hòa Khánh và Tân Phú để thành lập thị trấn Hậu Nghĩa (thị trấn huyện lỵ huyện Đức Hòa)
- Tách một phần diện tích và dân số của xã Đức Hòa để thành lập thị trấn Đức Hòa.

Huyện Đức Hòa có 12 đơn vị hành chính trực thuộc, bao gồm 2 thị trấn: Hậu Nghĩa, Đức Hòa và 10 xã: An Ninh, Đức Hòa, Đức Lập, Hiệp Hòa, Hòa Khánh, Hựu Thạnh, Lộc Giang, Mỹ Hạnh, Tân Mỹ, Tân Phú.
Ngày 24 tháng 7 năm 1979, Hội đồng Chính phủ ban hành Quyết định số 128-CP, điều chỉnh địa giới hành chính các xã thuộc huyện Đức Hòa như sau:
- Chia xã Đức Hòa thành 3 xã: Đức Hòa Thượng, Đức Hòa Hạ và Đức Hòa Đông.
- Chia xã Hòa Khánh thành 3 xã: Hòa Khánh Đông, Hòa Khánh Tây và Hòa Khánh Nam.
- Chia xã Mỹ Hạnh thành 2 xã: Mỹ Hạnh Bắc và Mỹ Hạnh Nam.
- Chia xã Đức Lập thành 2 xã: Đức Lập Thượng và Đức Lập Hạ.
- Chia xã An Ninh thành 2 xã: An Ninh Đông và An Ninh Tây.
- Chia xã Hiệp Hòa thành 2 đơn vị hành chính: xã Hiệp Hòa và thị trấn Hiệp Hòa.

Từ đó, huyện Đức Hòa có 3 thị trấn và 17 xã như hiện nay.
Ngày 9 tháng 4 năm 2010, Bộ Xây dựng ban hành Quyết định số 438/QĐ-BXD về việc công nhận thị trấn Hậu Nghĩa là đô thị loại IV.
Ngày 12 tháng 1 năm 2016, Bộ Xây dựng ban hành Quyết định 12/QĐ-BXD về việc công nhận thị trấn Đức Hòa mở rộng (gồm thị trấn Đức Hòa, xã Đức Hòa Hạ và một phần các xã Đức Hòa Đông, Hựu Thạnh) là đô thị loại IV.

## Hành chính
Huyện Đức Hòa có 20 đơn vị hành chính cấp xã trực thuộc, gồm 3 thị trấn: Hậu Nghĩa (huyện lỵ), Đức Hòa, Hiệp Hòa và 17 xã: An Ninh Đông, An Ninh Tây, Đức Hòa Đông, Đức Hòa Hạ, Đức Hòa Thượng, Đức Lập Hạ, Đức Lập Thượng, Hiệp Hòa, Hòa Khánh Đông, Hòa Khánh Nam, Hòa Khánh Tây, Hựu Thạnh, Lộc Giang, Mỹ Hạnh Bắc, Mỹ Hạnh Nam, Tân Mỹ, Tân Phú.

## Kinh tế - xã hội
Nằm ở vị trí tiếp giáp với nhiều huyện ngoại thành của Thành phố Hồ Chí Minh, Đức Hòa có nhiều thuận lợi trong việc thu hút đầu tư, giao lưu kinh tế. Với điều kiện đó, trong tương lai, Đức Hòa sẽ là trọng điểm phát triển công nghiệp của tỉnh Long An, là địa phương đi đầu trong việc phát triển các khu công nghiệp thu hút đầu tư từ bên ngoài. Trong quy hoạch phát triển kinh tế, huyện chú trọng đầu tư phát triển toàn diện các lĩnh vực công nghiệp, thương mại - dịch vụ, dân cư - đô thị và nông nghiệp; trong đó, công nghiệp làm nền tảng. Ưu tiên thu hút đầu tư cho ngành Công nghiệp, thương mại - dịch vụ ở các khu, cụm công nghiệp đã quy hoạch, chú ý đến các ngành nghề nhiều lao động; đồng thời tạo thuận lợi để phát triển doanh nghiệp vừa và nhỏ không gây ô nhiễm đan xen trong cụm tuyến dân cư.
Hầu hết các khu, cụm Công Nghiệp của huyện đều tập trung ở vùng trọng điểm bao gồm 11 xã, thị trấn với tổng diện tích khoảng 18.000 ha.
Thu ngân sách (chỉ tính các khoảng được thu bởi huyện) năm 2019 đạt 1.200 tỷ đồng (đứng đầu tỉnh Long An). Mức tăng trưởng kinh tế ước đạt 17,5%/ năm. Dự kiến năm 2020, Đức Hoà thu ngân sách 1.600 tỷ đồng.
Điểm nổi bật về Thương mại:
- 13 siêu thị Điện máy Xanh và 7 siêu thị Thế giới di động (Đức Hoà là huyện có tổng số lượng TGDĐ và ĐMX lớn nhất Việt Nam nếu không tính các huyện của Thành phố Hồ Chí Minh).
- 30 siêu thị Bách hoá Xanh (huyện đầu tiên tại Việt Nam có BHX và cũng là huyện có nhiều BHX nhất Việt Nam).

- Tính đến hiện tại, huyện Đức Hoà có hệ thống siêu thị Thế giới di động đạt doanh thu khủng nhất Việt Nam (12 tỷ đồng/tháng/siêu thị, thu hộ 27 tỷ đồng/tháng/siêu thị), và hệ thống Bách hoá Xanh đạt doanh thu đứng đầu 13 tỉnh miền Tây Nam Bộ - TOP 5 Việt Nam (khoảng 5 tỷ đồng/tháng/siêu thị). Có người ví von rằng Đức Hoà là cứ điểm đắc địa của tập đoàn MWG vì cả 3 thương hiệu đều đứng top đầu Việt Nam về số lượng và doanh thu. Nhưng chưa có các hệ thống siêu thị như Co.opmart và các thương hiệu ăn uống.
- 1 siêu thị Điện máy Chợ Lớn.
- 2 cửa hàng Viettel Store và FPT Shop.
- Khu Shophouse và Trung tâm thương mại tích hợp rạp chiếu phim đẳng cấp, công viên nước Bella Vista đang triển khai.
- Hơn 20 trung tâm Xe máy lớn với 3 Yamaha Town (Top 10 Đại Lý Xuất Sắc nhất Việt Nam) và 2 Head Honda. Là địa phương có lượng tiêu thụ xe máy hơn 1.200 xe mới mỗi tháng - cao nhất tỉnh và thuộc TOP đầu Việt Nam. Huyện là trung tâm trung chuyển xe máy lớn nhất khu vực Miền Nam.
- 1 showroom ô tô 1S Hyundai.
- Sân golf West Lake Golf and Villas chuẩn Quốc tế đầu tiên tại miền Tây Nam Bộ.
- Sở thú Mỹ Quỳnh Safari là vườn thú quy mô lớn đầu tiên ở vùng Tây Nam Bộ với diện tích 50 ha.
- Công viên nghĩa trang Bồng Lai Viên (5,5 ha) tại xã Hòa Khánh Tây.

Là địa phương có nhiều ngân hàng chọn làm chi nhánh hoặc phòng giao dịch như: Agribank, Vietcombank, BIDV, Sacombank, Vietinbank, ABBank, SHB, Kienlongbank, OCB, MB, SCB, LienVietPostBank, CB, NCB, HDBank, SaigonBank, ACB, Vietbank...

### Y tế
- Bệnh viện đa khoa khu vực Hậu Nghĩa quy mô 250 giường
- Bệnh Viện Đa Khoa Hậu Nghĩa - Chi Nhánh TT Đức Hòa
- Bệnh viện đa khoa Tân Tạo
- Bệnh viện Đa khoa Long An Segaero (100% vốn Hàn Quốc)
- Bệnh viện Đa khoa Đức Lập (Quy Mô 1000 giường) (Đang thi công)
- Bệnh viện Đa Khoa Xuyên Á Đức Hoà (1000 giường, 1 toà 6 tầng, 2 Toà 10 tầng), chuẩn quốc tế
- Các phòng khám tư nhân khác.

### Giáo dục
Đại học Tân Tạo.
Cao Đẳng - Trung Cấp:
- Trường cao đẳng Nghề Long An - Chi nhánh Đức Hoà
- Trường trung cấp nghề Võ Văn Tần

THPT có 5 trường:
- THPT Hậu Nghĩa
- THPT Đức Hòa
- THPT An Ninh
- THPT Võ Văn Tần
- THPT Năng Khiếu - ĐH Tân Tạo.

Ngoài ra, còn hệ thống các trường THCS và tiểu học thuộc các xã và thị trấn. Tiêu biểu về chất lượng dạy và học là các trường:
12 trường THCS:
- THCS Hậu Nghĩa
- THCS Võ Văn Tần
- THCS Tân Đức
- THCS Lê Quang Thẩm
- THCS Đức Hòa Thượng
- THCS Mỹ Hạnh
- THCS Thi Văn Tám
- THCS Trương Minh Bạch
- THCS Hiệp Hòa
- THCS Lê Minh Xuân
- THCS Lộc Giang
- THCS An Ninh
- THCS Đức Hòa Đông

31 trường Tiểu học:
- TH An Ninh Tây
- TH Bàu Công
- TH Châu Văn Liêm
- TH Huỳnh Văn Tạo
- TH Hòa Khánh Đông
- TH Lê Văn Cảng
- TH Trương Công Xưởng
- TH Lộc Giang
- TH Sò Đo
- TH Đức Lập Thượng
- TH Lê Minh Xuân
- TH Mỹ Hạnh Bắc
- TH An Ninh Đông
- TH Nguyễn Văn Đẹp
- TH Hòa Khánh Tây
- TH Võ Văn Ngân
- TH Võ Văn Ngân 2
- TH Hựu Thạnh
- TH Thi Văn Tám
- TH Nguyễn Văn Dương
- TH Bình Hữu
- TH Nguyễn Thị Hạnh
- TH Hòa Khánh Nam
- TH Tân Phú
- TH Hiệp Hòa
- TH Nguyễn Văn Phú
- TH Nguyễn Văn Phú 2
- TH Nguyễn Văn Phú 3
- TH Tân Đức
- TH Mỹ Hạnh Bắc 2
- TH Nguyễn Văn Quá.

## Giao thông
Huyện có hơn 1.500 km đường giao thông bao gồm: Quốc lộ N2 cắt ngang dài 19 km.
Hệ thống các Tỉnh lộ:
- 821: Lộc Giang
- 822: Hiệp Hòa - Cầu Tân Thái
- 822B: Tân Mỹ - Cầu Đức Huệ
- 823: Trà Cú - Cầu Thầy Cai
- 823B: KCN Đức Hòa 2 - 3- ĐT825 quy mô 4 làn xe rộng 16m nền đường 22m
- 823C: Cặp Kênh Thầy Cai đến ĐT825 quy mô 2 làn xe rộng 11m
- 823D: Đường hướng tâm Tây Bắc TP. HCM quy mô 6 làn xe rộng 40m
- 824: Hựu Thạnh - Mỹ Hạnh
- 825: Lộc Giang - Cầu Đôi
- 830: Hiệp Hòa - Hựu Thạnh.
- Trục động lực đức hòa quy mô 6 làn xe rộng 33m dài 27 km

Các tuyến đường Huyện đầu tư chuẩn đường đô thị đầy đủ cống thoát nước cây xanh đèn chiếu sáng âm.
- Gò Mối - Mỹ Hạnh
- Đức Hòa Thượng
- Đức Hòa Đông
- Đường Ấp Chánh
- Láng Cẩm
- Lộc Giang
- Châu Văn Liêm
- Hiệp Hòa
- Đường Hải Sơn - Tân Đức
- Đường Giồng Lớn
- Ranh Đức Hòa Hạ
- Nguyễn Thị Hạnh
- Nguyễn Thị Thọ
- Trương Thị Giao
- Gò Hưu
- Cây Dương Tân Đức
- Nguyễn Văn Dương
- Số 2 Bình Lợi
- Tua 7
- Xóm rừng
- Lập Thành
- Nguyễn Trọng Thế
- Võ Văn Ngân
- Liêp ấp Lộc Bình
- Xóm Tháp
- Cặp kênh Cầu Duyên
- Đường 3/2

LỘ TRÌNH DỰ ÁN QUY HOẠCH ĐÔ THỊ ĐỨC HÒA
Hiện địa phương đang được giao lập quy hoạch chung xây dựng đô thị Đức Hòa đến năm 2045 với quy mô dân số khoảng 650 ngàn dân và đạt đô thị loại II theo quy hoạch
-Đến năm 2024 sẽ trình thẩm định phê duyệt quy hoạch
-Năm 2025 sẽ ban hành nghị quyết thực hiện xây dựng đề án phân loại đô thị Đức Hòa đạt loại III tạo điền đề phân bổ nguồn vốn đầu tư chỉnh trang đô thị trong kế hoạch trung hạn 2026 -2030
Năm 2026-2028 lập đề án đô thị loại III và đề án thành lập thành phố Đức Hòa trực thuộc tỉnh long An với khoảng 13-15 phường (65% tiêu chí số phường trực thuộc tỉnh)
Hiện huyện đã đạt các tiêu chí lớn như:
+Quy mô dân số : 350 ngàn dân / 140 ngàn dân theo quy định đô thị loại III đặc thù vùng ĐBSCL
+ Mật độ dân số: 823/700 người/km2 ( tiêu chí đặc thù vùng ĐBSCL)
+ Tỷ lệ lao động phi nông nghiệp đạt 80/60%
+ Cân đối ngân sách dư
+ Tỷ lệ hộ nghèo 0.3/ 6.5%
+ Tăng trưởng kinh tế 10/6.5%
+ Tỷ lệ tăng dân số hàng năm 2/1.6%
Các tiêu chí chưa đạt: nhà tang lễ, tỷ lệ đường chính được chiếu sáng, mật độ đường 7,5m/ 1km2 đất xây dựng, chợ nông thôn, diện tích đất cây xanh/ dân số đô thị, diện tích đất giao thông/ dân số, công trình thương mại dịch vụ cấp đô thị, công trình thể thao cấp đô thị chưa đạt, đất xây dựng dịch vụ công cộng đô thị.
Dự kiến các phường : 3 thị trấn Hậu Nghĩa, Đức Hòa, Hiệp Hòa, 10 xã dự kiến: Đức Hòa Đông, Đức Hòa Hạ, Đức Hòa Thượng, Đức Lập Hạ, Đức Lập Thượng ,Hòa Khánh Đông, Hựu Thạnh, Mỹ Hạnh Bắc, Mỹ Hạnh Nam, Tân Mỹ, thêm 2 xã chuyển thành phường nếu có là Tân Phú và Lộc Giang.

## Người nổi tiếng
- Trương Tấn Sang - Nguyên Chủ tịch nước Cộng hòa Xã hội Chủ nghĩa Việt Nam.
- Thi Văn Tám - Nguyên Thứ trưởng Bộ Công An.
- Mai Văn Chính - Trưởng ban Dân vận Trung ương, nguyên Bí thư Tỉnh ủy Long An.
- Phạm Văn Rạnh - Nguyên Bí thư Tỉnh ủy, Chủ tịch HĐND tỉnh Long An.
- Lê Đông Phong - Trung tướng, Nguyên Giám đốc Công an Thành phố Hồ Chí Minh.
- Võ Văn Tần - Cố bí thư xứ ủy Nam Kỳ.
- Võ Văn Ngân - Cố bí thư xứ ủy Nam Kỳ
- Nguyễn Thị Hạnh - Anh hùng lực lượng vũ trang nhân dân.